# تپه بی‌بی زلیخایی
تپه بی بی زلیخایی مربوط به دوره نوسنگی است و در شهرستان کهگیلویه، روستای بی بی زلیخایی واقع شده و این اثر در تاریخ ۲۵ اسفند ۱۳۷۹ با شمارهٔ ثبت ۳۳۴۷ به‌عنوان یکی از آثار ملی ایران به ثبت رسیده است.